# Ligne de Goyder

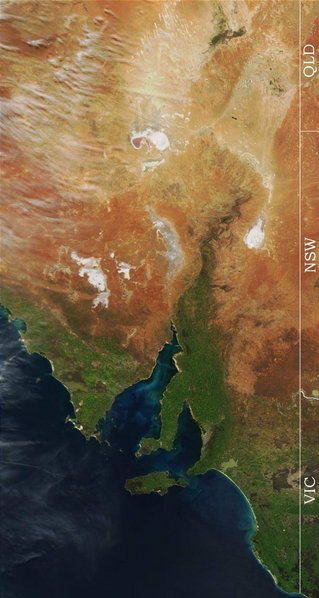
Image satellitaire de la végétation et du désert en Australie-Méridionale.

La ligne de Goyder est une ligne imaginaire tracée en 1865 par George Woodroffe Goyder à travers l'Australie-Méridionale et censée indiquer la limite des terres cultivables. Cette ligne correspond à la limite des cultures qui avaient résisté à la sécheresse des années 1864-1865. Elle coïncide approximativement, sur le long terme, avec l'isohyète de 300 mm.
Au nord de cette ligne,  les précipitations sont trop irrégulières et les terres ne conviennent pas à la culture mais seulement à un élevage de type extensif.
La ligne de Goyder marque un changement net de la végétation. Au sud, celle-ci est composée principalement de bois et broussailles à mallee, tandis qu'au nord il s'agit d'une végétation halophile basse où domine l'arroche (Atriplex spp.).
Un monument, érigé par le Royal Geographical Society of Australasia à 3 km au nord de Melrose près de la Main North Road, indique le tracé de la ligne de Goyder dans ce secteur,. 